# ويليام جاي ميتشيل
ويليام جاي ميتشيل (بالإنجليزية: William John Mitchell) هو أستاذ جامعي ومهندس معماري ومخطط حضري أسترالي وأمريكي، ولد في 15 ديسمبر 1944 في هورشام في أستراليا، وتوفي في 11 يونيو 2010 بسبب سرطان.